# Ramón Platero
Ramón Platero (zm. 5 sierpnia 1950) – trener urugwajski. Był masażystą i jednocześnie trenerem reprezentacji Urugwaju podczas turnieju Copa América 1917, gdzie Urugwaj drugi raz z rzędu zdobył tytuł mistrza Ameryki Południowej. Zwyciężył także z reprezentacją Urugwaju pojedynek z Argentyną o Copa Newton 1917.
Platero był pierwszym trenerem, który prowadził wszystkie cztery największe kluby z Rio de Janeiro. W 1919 roku prowadził Fluminense FC, z którym zdobył mistrzostwo stanu Rio de Janeiro. W 1921 prowadził CR Flamengo, z którym zdobył kolejne mistrzostwo stanu. W latach 1922–1927 prowadził CR Vasco da Gama, z którym zdobył dwa razy mistrzostwo stanu w 1923 i 1924 roku. W 1927 i 1928 roku prowadził Botafogo FR. W 1938 roku po raz drugi prowadził Vasco da Gama.
Prowadził także reprezentację Brazylii w turnieju Copa América 1925, przegrywając walkę o mistrzostwo kontynentu z Argentyną.